# Високопланинска метеорологична станция Мусала
Високопланинска метеорологична станция Мусала е първата за България и най-високо разположената за България и Балканския полуостров метеорологична станция, разположена на връх Мусала, Рила. Открита е на 2 октомври 1932 година.

## История на ВМС Мусала
Поводът за построяването на ВМС Мусала, както и на ВМС на върховете Черни връх и Ботев, е участието на България във Втората международна полярна година (1 август 1932 – 1 август 1933). Идеи за разкриване на метеорологична обсерватория в България е имало и преди това – от австрийския метеоролог Юлиус фон Хан през 1893 г., и от германския метеоролог Карл Каснер през 1905 г., но и в двата случая е ставало дума за Черни връх. През февруари 1928 г., директорът на Централен метеорологичен институт (ЦМИ) Киро Киров, предлага построяване на високопланинска метеорологична обсерватория на Мусала, която е завършена и открита през 1932 година. До 1940 година са завършени и другите две станции на Черни връх и Ботев.
Плановете, изчисленията и ръководството на строежа са възложени на арх. Панайот Калчев и арх. Генчо Скордев. Българският туристически съюз популяризира идеята за станцията сред туристите и българското общество и организира събирането на нужните средства (около 350 000 тогавашни лева), като с дарение се включва и цар Фердинанд. От негово име реч при освещаването държи директорът на Царските природонаучни институти д-р Иван Буреш, а лентата е прерязана от министъра на железниците Стоян Костурков.

## Консервиране на ВМС Мусала
След инцидент, при който метеорологът на ВМС Мусала Огнян Филимонов загива при падане на 20 септември 2016, е взето административно решение за консервиране на станцията, считано от 30 септември 2016 г.